# 明帝 (南朝宋)
明帝（めいてい）は、南朝宋の第6代皇帝。姓は劉、諱は彧。字は休炳、小字は栄期。

## 生涯

### 即位前
元嘉16年（439年）10月、南朝宋の文帝劉義隆の十一男として生まれた。元嘉25年（448年）8月、淮陽王に封じられた。元嘉29年（452年）7月、湘東王に改封された。元嘉30年（453年）、劉劭が文帝を殺害して帝を称すると、劉彧は驍騎将軍の号を受け、給事中の位を加えられた。孝武帝が即位すると、劉彧は秘書監となり、冠軍将軍の号を受け、南蘭陵下邳二郡太守となり、領石頭戍事をつとめた。孝建元年（454年）、南彭城東海二郡太守に転じ、京口に駐屯した。孝建2年（455年）1月、建康に召還されて中護軍となった。11月、侍中となり、游撃将軍の号を受けた。孝建3年（456年）、衛尉に転じ、左衛将軍の号を受けた。
大明元年（457年）1月、中護軍に転じた。大明3年（459年）、都官尚書となった。大明7年（463年）、領軍将軍の号を受けた。大明8年（464年）2月、使持節・都督徐兗二州豫州之梁郡諸軍事・鎮北将軍・徐州刺史として出向した。7月に建康に召還されて侍中となり、9月に再び領軍将軍となった。
永光元年（465年）1月、使持節・散騎常侍・都督南豫豫司江四州揚州之宣城諸軍事・衛将軍・南豫州刺史として出向し、姑孰に駐屯した。6月、都督雍梁南北秦四州郢州之竟陵諸軍事・寧蛮校尉・雍州刺史に転じた。9月、開府儀同三司の位を受けた。
劉彧の甥である前廃帝劉子業は、礼に反した行為が多く、大臣多数を殺害して、人心を失った。劉彧は腹心の阮佃夫や李道児とひそかに協議して劉子業の廃位をはかった。同年（景和元年）11月29日夜、阮佃夫や李道児は寿寂之らと結んで劉子業を後堂で殺害した。劉彧は建安王劉休仁に西堂に迎えられて御座につき、大臣たちを召見した。即位前であったため、令書と称して国事を決裁し、豫章王劉子尚・山陰公主劉楚玉らに死を賜った。

### 即位後
12月、劉彧は皇帝に即位し、泰始元年と改元した。晋安王劉子勛が明帝即位に反対して尋陽で挙兵した。泰始2年（466年）、劉子勛の乱に呼応して、徐州刺史薛安都をはじめとして、豫州刺史殷琰・青州刺史沈文秀・冀州刺史崔道固・湘州行事何慧文・広州刺史袁曇遠・益州刺史蕭恵開・梁州刺史柳元怙らがそむき、明帝はその対応に苦慮した。薛安都が北魏の軍を引き入れたため、明帝側の張永・沈攸之らは敗北し、淮北4州と豫州の淮西を北魏に奪われた。内政面では、賄賂の横行や、軍事費・寺院の建設費などで財政難になるなどした。また、第4代皇帝孝武帝の28人の男子（夭逝を除く、前廃帝が2人を殺していた）を全員殺した。
泰豫元年（472年）4月、明帝は景福殿で崩御した。享年は34。

## 人物・逸話
明帝の人柄は穏やかで、読書を好み、即位前には『江左以来文章志』や『論語注』などの著作があった。即位時に四方に反乱が頻発したが、討伐軍の指揮官の親族が反乱に荷担しても、彼らを疑わず信任し続けた。乱が平定されると、反乱に荷担した者たちの大半を赦し、能力ある者は任用して旧臣と変わらない待遇とするなど、寛仁な態度を取った。その一方で、弟や甥など、自らの息子の地位を脅かす皇族たちを次々に処刑した。また、治世の末年には迷信深くなり、不吉な言葉を口にしたり、文書に書いた者を処刑することもあった。
肥満した体格で、前廃帝には「猪王」と呼ばれていた。前廃帝の命令で裸にされて、泥水を張った大穴に入れられ、飯と雑食を混ぜた桶を直接口から食わされたこともあった。晩年は贅沢がひどくなり物品の貢納を督促し、百官に支給する俸禄が枯渇したにもかかわらず、内帑金を殿閣の下に隠す一方、毎食蜂蜜に漬けた塩辛や味付けされた豚肉を楽しむなどの食い意地を張ったりもした。肥満から性的不能となり、諸王や側近の愛妾が妊娠すると、彼女らを密かに後宮に入れて自分の子供として生ませたという。

## 妻子
- 正室：王貞風（明恭皇后）
  - 皇女：晋陵長公主 劉伯姒
  - 皇女：建安長公主 劉伯媛
- 側室：貴妃 陳妙登
  - 長男：後廃帝 劉昱（徳融）- 第7代皇帝
- 側室：謝修儀
  - 次男：劉法良 - 早世
  - 六男：晋熙王 劉燮（仲綏）
- 側室：昭華 陳法容
  - 三男：順帝 劉準（仲謀）- 第8代皇帝
- 側室：徐婕妤
  - 八男：江夏王 劉躋（仲升）
- 側室：鄭修容
  - 五男：東平王 劉智井
- 側室：杜修華
  - 十男：随陽王 劉翽（仲儀）
- 側室：泉美人
  - 七男：邵陵殤王 劉友（仲賢）
  - 十二男：始建王 劉禧（仲安）
- 側室：徐良人
  - 九男：武陵王 劉賛（仲敷）
  - 十一男：新興王 劉嵩（仲嶽）
- 生母不詳の子女
  - 四男 - 早世
  - 皇女：陽羡公主

## 伝記資料
- 『宋書』巻8 本紀第8 太宗明皇帝
- 『南史』巻3 宋本紀下第3 明皇帝